# Edward Maniura
Edward Makary Maniura (Lubsza; 24 de Fevereiro de 1960 — ) é um político da Polónia. Ele foi eleito para a Sejm em 25 de Setembro de 2005 com 11279 votos em 28 no distrito de Częstochowa, candidato pelas listas do partido Platforma Obywatelska.
Ele também foi membro da Sejm 1997-2001 e Sejm 2001-2005.